# عبد المجيد القعود
عبد المجيد القعود (1943 - 4 مارس 2021) كان الأمين العام للجنة الشعبية في ليبيا (رئيسًا للوزراء) من 29 يناير 1994 إلى 29 ديسمبر 1997.

## وفاته
توفيَ يوم 4 مارس سنة 2021م، وأعلنتْ السفارة الليبية في مصر عن وفاته، وعن الشروع في نقل جثمانه إلى مصر التي سيدفن فيها.